# Intrarea unui tren în gară
Intrarea unui tren în gară este un film românesc din 1988 regizat de Copel Moscu.